# 昭慧塔
昭慧塔位于中国陕西省西安市高陵区第一中学内，又称高陵塔、三阳塔，1956年被列为第一批陕西省文物保护单位，2006年被列为第六批全国重点文物保护单位。
昭慧塔因唐昭慧院而得名。昭慧院地处咸阳、泾阳、渭阳之东，又称三阳寺，昭慧塔因而又称三阳塔或三阳寺塔。昭慧塔建造年代不详，据文献及塔的建筑结构分析，应属唐中期建筑。昭慧塔为密檐式空心砖塔，平面呈八角形，共十三层，高53米，底径9米。底层在南北各辟一券门，二层以上每层四面均有券门。塔身每层均叠涩出檐。塔内有砖梯，可登临至顶。